# سیارک ۴۳۰
سیارک ۴۳۰ (به انگلیسی: 430 Hybris، نامگذاری:1897DM) چهارصد و سیمین سیارک کشف شده‌است که در ۱۸ دسامبر ۱۸۹۷ و در نیس کشف شد.
قدر مطلق سیارک برابر ۱۰٫۳۰ است.